# Osiedle Odrodzenia (Skarżysko-Kamienna)
Osiedle Odrodzenia – osiedle administracyjne Skarżyska-Kamiennej, usytuowane w centralnej części miasta.
Osiedle obejmuje tereny na zachód od torów kolejowych, w rejonie ulic Słowackiego i Konopnickiej. Znajduje się tu m.in. Kościół Najświętszego Serca Jezusa w Skarżysku-Kamiennej z 1926 roku.

## Zasięg terytorialny
Osiedle obejmuje następujące ulice: Brzozowa; Konopnickiej; Krasińskiego od nr 2 do nr 16 (parzyste); Mickiewicza od nr 2 do nr 12 (parzyste) i od nr1 do nr 15 ( nieparzyste); Aleja Niepodległości od nr 59 do nr 77 (nieparzyste); Okrzei od nr 2 do końca ( parzyste); Aleja Marszałka J. Piłsudskiego nr 50; Słowackiego od nr 24 do końca (parzyste) i od nr 27 do końca (nieparzyste); Aleja Tysiąclecia od nr 2 do nr 24 ( parzyste)i od nr 1 do nr 25 (nieparzyste).